# Inge Sørensen
Inge Sørensen gift Tabur (født 18. juli 1924 i Skovshoved, død 9. marts 2011 i New Jersey) var en dansk svømmer, der som kun 12-årig vandt bronzemedalje i 200 meter brystsvømning ved de olympiske lege i Berlin i 1936.
I sine legendariske radioreportager fra legene i Berlin kaldte Gunnar "Nu" Hansen hende for Lille henrivende Inge, hvilket blev hendes kælenavn i Danmark. Hun er den yngste danske OL-medaljevinder og Berlin-legenes yngste deltager. Filmkomponisten Willy Kierulff og tekstforfatteren Carl Viggo Meincke skrev samme år (1936) sangen Lille henrivende Inge som en hyldest til svømmeren.
Ved hjemkomsten fra OL i Berlin blev Inge Sørensen og sølvvinderen Ragnhild Hveger hyldet af tusinder af mennesker ved Enghave Station, hvor Berlin-ekspressen ankom. Derfra gik triumfturen til Sønderstrand Badeanstalt, hvorfra Inge Sørensen sejlede hjem til endnu mere hyldest i hjembyen Skovshoved. Inge Sørensen var med sine blot 12 år og 24 dage, da hun tog bronzemedaljen, den yngste medaljetager ved et OL. Det skabte en enorm debat i Danmark, og hendes deltagelse resulterede i en ny dansk aldersgrænse på 16 år, som forgæves søgtes gennemført.
Inge Sørensen blev af Politiken kåret til Årets Fund i dansk idræt i 1936. Pokalen, som hun fik, gav hun som erindringsgave til svømmeren Rikke Møller Pedersen, der blev Årets Fund i 2009.
Under besættelsen havde de danske svømmepiger stjernestatus i Danmark. Denne status gjorde dem attraktive til propagandaformål for besættelsesmagten og modstandsbevægelsen. Billedet af den 12-årige Inge Sørensen, der ikke heiler fra sejrspodiet ved OL i 1936, blev brugt af modstandsbevægelsen som et eksempel på dansk modstand uanset om hun ikke selv tillagde det denne betydning.
Inge Sørensen begyndte som otteårig at svømme for Dansk Kvinde-Gymnastikforening i København og fik sit nationale gennembrud som 11-årig, hvor hun præsterede meget fine tider i brystsvømning. Hun vandt ni danske mesterskaber i 1936-44, blev nordisk mester i 1937 og 1939, og i 1938 blev hun europamester i London i 200 meter brystsvømning på tiden 3:05,4 minutter. Hun satte 14 danske rekorder i 200, 400 og 500 meter brystsvømning og blev i 1941 den første danske kvindelige svømmer under 3 minutter i 200 meter brystsvømning. Hun satte tre verdensrekorder. I 1937 satte hun verdensrekord i 500 m brystsvømning med tiden 8:01,9, og i 1939 satte hun verdensrekord i 500 meter brystsvømning med tiden 7:58,8 og 400 meter brystsvømning med tiden 6:16,1. Anden verdenskrig fratog hende chancen for at deltage i OL 1940 og 1944 samt EM i 1942, som alle blev aflyst. Inge Sørensen blev som mange af mellemkrigstidens succesfulde danske kvindelige svømmere trænet af Ingeborg Paul-Petersen.
Inge Sørensen blev uddannet fra Ester Berners Institut i 1946 og underviste derefter i gymnastik og svømning. Uddannelsen betød også et stop for karrieren som aktiv svømmer i en
alder af kun 20 år på grund af den tids strikse amatørregler – som svømmelærerinde var man professionel. Hun arbejdede som træner et par år bl.a. i Sverige. Efter at hun 1948 var blevet gift med ingeniøren Janus Tabur, bosatte de sig på grund af hans arbejde først i Sydafrika, siden i Canada og fra 1951 i USA. Hun boede frem til sin død i New Jersey.
Inge Sørensen og fodboldspilleren Kurt Nielsen, som begge er født 1924, boede i samme gade i Skovshoved og gik begge i Skovshoved Skole.
Inge Sørensen stod model til en statue hos Mathilius Schack Elo.